# Renato Villoresi
Renato Villoresi (Roma, 13 febbraio 1917 – Roma, 24 marzo 1944) è stato un militare e partigiano italiano.
Capitano dell'Arma di artiglieria del Regio Esercito durante la seconda guerra mondiale, prese parte alle operazioni sul fronte russo. Dopo l'armistizio dell'8 settembre 1943 entrò nel Fronte Militare Clandestino, ma catturato dai tedeschi fu fucilato alle Fosse Ardeatine.

## Biografia
Nacque a Roma, il 13 febbraio 1917 figlio di Lorenzo e di Emma Tedeschi. Studiò presso il Collegio Militare di Roma, entrando poi nella Regia Accademia di Artiglieria e Genio di Torino.

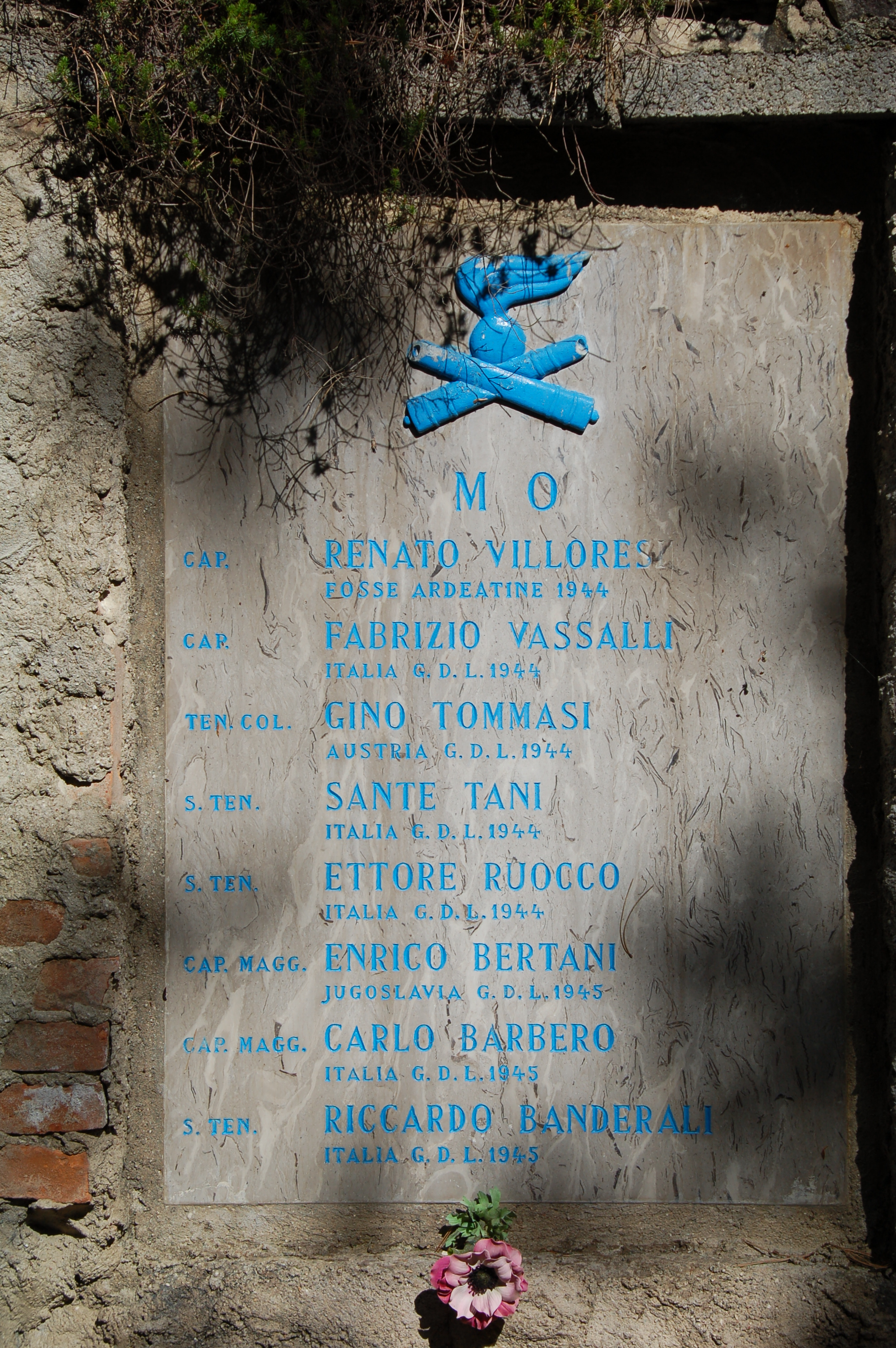
Lapide situata sulla Strada degli Artiglieri a Rovereto

All'atto dell'entrata in guerra dell'Italia prestava servizio nel 13º Reggimento artiglieria "Granatieri di Sardegna" e stava ultimando gli studi per conseguire la laurea in ingegneria. Prese parte ai combattimenti in Russia e successivamente sul fronte dei Balcani. Il 25 luglio 1943 cadde il regime fascista e fu sostituito da un governo presieduto dal Maresciallo d'Italia Pietro Badoglio. L’8 settembre dello stesso anno venne firmato l'armistizio con gli anglo-americani, e le truppe tedesche comandate dal Feldmaresciallo Albert Kesselring presero posizione attorno a Roma, attaccando la città.  Egli prese parte ai combattimenti sul ponte della Magliana venendo ferito ad una gamba, e ricoverato all'Ospedale militare del Celio. Dimesso due mesi dopo, si impegnò attivamente nella Resistenza entrando nella formazione militare clandestina "Fossi" svolgendo una proficua attività di raccolta informazioni e di controspionaggio. Il 18 marzo 1944 fu arrestato insieme ai capitani Manfredi Azzarita, Giovanni Vercillo, Massimo Leonardi e rinchiuso nel carcere di Via Tasso dove subì pesanti torture, ma non rivelò mai alcuna informazione utile sull'organizzazione di cui faceva parte. 
Dopo l'attentato di Via Rasella avvenuto il 23 marzo 1944 il comando tedesco diede il via alla rappresaglia. Condotto alle Fosse Ardeatine insieme agli altri prigionieri di Via Tasso, fu fucilato il 24 marzo 1944.
La città di Roma gli ha intitolato una scuola, una caserma e una via.

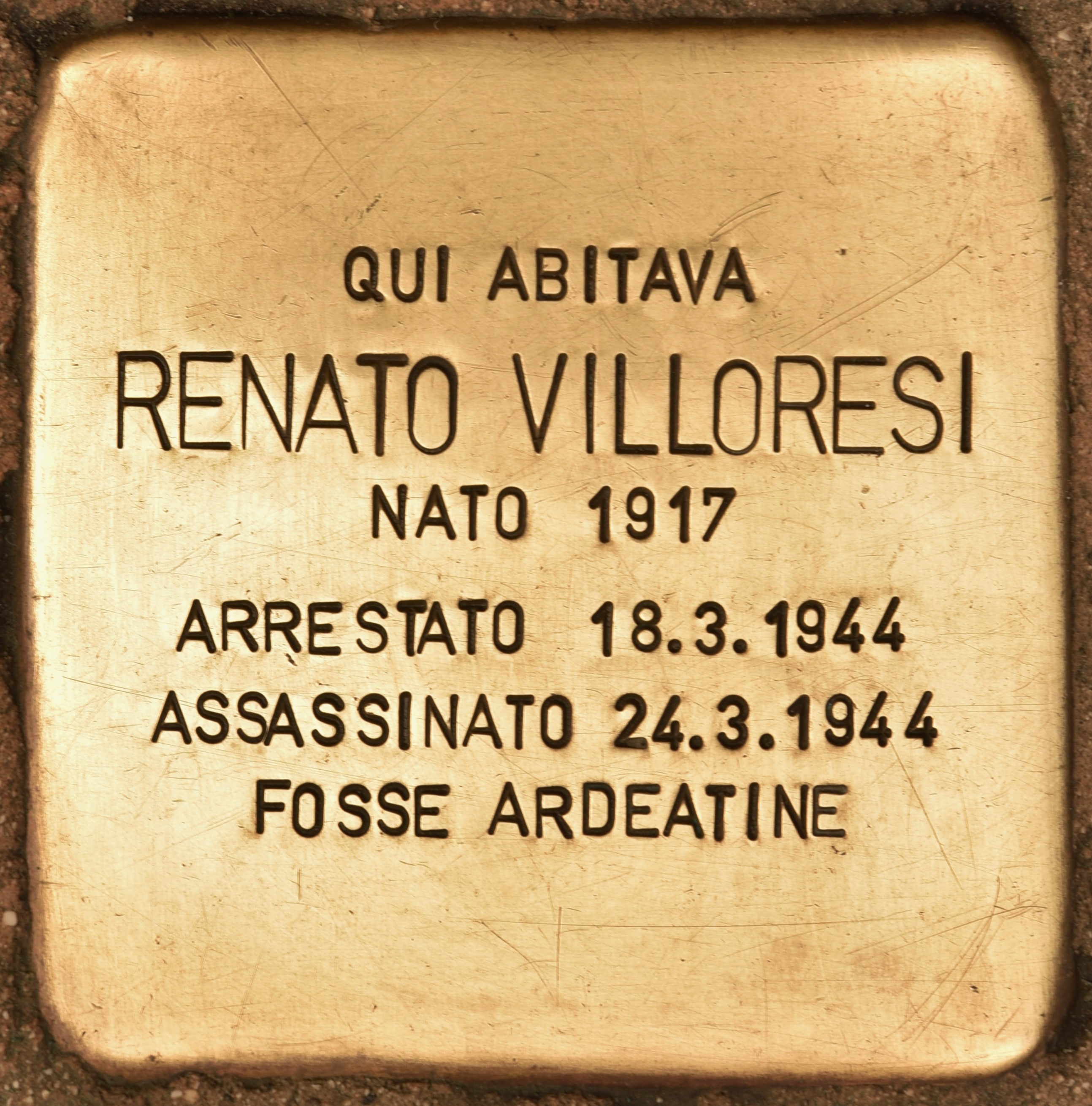
Stolperstein a Roma

### Annotazioni
1. ↑  Il padre, un valoroso ufficiale pluridecorato con tre Medaglie d'argento e due di bronzo al valor militare, morì a Firenze nel 1928, quando lui aveva appena 11 anni.
2. ↑  La madre morì quando aveva 22 anni. La coppia ebbe altri due figli, il maggiore, Massimo, che divenne un ufficiale dell’esercito, e il minore, Lionello, che intraprese la carriera di ufficiale nella Regia Marina.
3. ↑  Prendeva il nome dal capo della formazione, tenente colonnello Alessandro Fossi.

### Fonti
1. 1 2  Placido Currò, Saverio Di Bella, Anna M. Garufi, Il Sangue e il Sole: Partigiani del Mezzogiorno (1943-1945), Il Grano Edizioni, Messina, 2013.
2. 1 2 3 4  De Trizio 2014, p. 120.
3. ↑  Armando Troisio, Roma sotto il terrore nazifascista, Castelvecchi Editore, Roma, 2014.
4. ↑   Sito Quirinale scheda 13325